# Hilary Duff
Hilary Erhard Duff (Houston (Texas), 28 september 1987) is een Amerikaans pop-zangeres en actrice. Duff werd bij het grote publiek bekend door haar hoofdrol in de Disney-serie "Lizzie McGuire".

## Biografie
Duff werd geboren in Houston, Texas. Tijdens haar jeugd nam ze zanglessen, omdat dit haar zou helpen tegen haar spraakgebrek.
In 2006/2007 zijn de ouders van Duff gescheiden.

### Relaties
Duff had vanaf 2002 anderhalf jaar lang een relatie met Aaron Carter die ze ontmoette op de set van Lizzie McGuire waar Carter een cameo-rol had in de kerstaflevering. Duff begon te daten met Joel Madden in 2004. In november 2006 ging het paar uit elkaar.
In 2007 kreeg Duff een relatie met een ijshockey-speler, die haar in februari 2010 ten huwelijk heeft gevraagd. Ze zijn op 14 augustus 2010 getrouwd in Santa Barbara. Het paar kreeg een zoon. In januari 2014 werd de scheiding bekendgemaakt.
Duff heeft sinds januari 2017 een relatie met de Amerikaanse muzikant Matthew Koma. Eind oktober 2018 beviel Duff van een dochter. In 2019 trouwde het stel. In maart 2021 kregen ze een tweede dochter. In maart 2024 kreeg het stel een derde dochter. 

### Stalker
Eind 2006 ondernam Duff juridische stappen tegen een vermeend stalker en zijn kamergenoot. Op 3 november werd de stalker gearresteerd voor bedreiging. Hij werd op 19 januari 2007 veroordeeld tot 117 dagen celstraf en een proeftijd van vijf jaar.

## Carrière
Nadat haar moeder haar had aangemoedigd om samen met haar oudere zus, Haylie Duff, acteerlessen te gaan volgen, wonnen beiden verschillende rollen in verscheidene lokale theaterproducties. Na een paar jaar audities te hebben gedaan, werden de zussen voor televisiecommercials gevraagd. Duff maakte haar acteerdebuut op televisie toen ze op tienjarige leeftijd een figurantenrolletje had in de televisiefilm True Women.
In Nederland en België werd ze vanaf 2001 bekend door haar titelrol in de tienerserie 'Lizzie McGuire'. Er werd ook een film van de televisieserie gemaakt, die The Lizzie McGuire Movie heet. Met haar optredens en acteerprestaties verdiende ze zo veel geld, dat ze voor haar ouders een huis in Los Angeles kocht, waar ze met haar familie ging wonen. Daarna heeft ze een tijd samengewoond met haar zus Haylie in Los Angeles. 
Na "The Lizzie McGuire Movie" volgde een reeks populaire tienerfilms waarin Duff een hoofdrol had, zoals "A Cinderella Story", "Raise Your Voice" en "The Perfect Man".
Het bleef een lange tijd stil rondom Hilary Duff, tot ze in 2015 een hoofdrol kreeg in de tv-serie "Younger", gemaakt door Darren Star die bekend is van het ongekend populaire "Sex and the City".
Duff had naast haar acteercarrière ook succes als zangeres. Haar eerste album "Metamorphosis" kwam uit in 2003 en werd opgevolgd door nog 4 andere albums.
Duff schreef ook een boek genaamd "Elixer", een fictieboek, dat op 12 oktober 2010 is uitgekomen in Amerika.
Op 9 februari 2011 kwam Hilary Duff naar het Waasland Shopping Center te Sint-Niklaas om haar boek te signeren.
Na het succes van Elixer, kwam haar opvolger, getiteld Devoted, uitgebracht in oktober 2011. De derde en laatste roman, TRUE, werd uitgebracht in april 2013. 

### Muziek
In 2003 kwam haar album 'Metamorphosis' uit en in 2004 haar tweede album 'Hilary Duff'. In 2005 bracht ze het verzamelalbum Most Wanted uit, en in 2007 het dance-achtige album Dignity waarvan alle nummers persoonlijk geschreven waren.
In 2005-2006 tourde ze rond de wereld met haar "Most Wanted Tour". Ze trad ook op in Nederland in een uitverkochte "Heineken Music Hall" op 30 april, 2006. Hierna volgde in 2007 de "Dignity Tour"
Na een lange stilte bracht Hilary in 2015 de singles "All About You" en "Chasing the Sun" uit. Hierna volgde het album "Breathe In, Breathe Out" met daarop o.a de hitsingle "Sparks".
Het album werd een groot succes, maar op wat televisieoptredens na heeft Duff geen concerten meer gegeven.

## Discografie

### Albums
| Album met eventuele hitnotering(en) in de Nederlandse Album Top 100 | Datum van verschijnen | Datum van binnenkomst | Hoogste positie | Aantal weken | Opmerkingen           |
| ------------------------------------------------------------------- | --------------------- | --------------------- | --------------- | ------------ | --------------------- |
| Santa Claus Lane                                                    | 15-10-2002            | -                     | -               | -            |                       |
| Metamorphosis                                                       | 26-08-2003            | 06-12-2003            | 23              | 29           |                       |
| Hilary Duff                                                         | 28-09-2004            | 16-10-2004            | 19              | 9            |                       |
| Most Wanted                                                         | 16-08-2005            | 19-11-2005            | 51              | 8            |                       |
| 4ever                                                               | 12-05-2006            | -                     | -               | -            | uitgebracht in Italië |
| Dignity                                                             | 03-04-2007            | -                     | -               | -            |                       |
| Best of Hilary Duff                                                 | 11-11-2008            | -                     | -               | -            |                       |
| Breathe In. Breathe Out.                                            | 12-06-2015            | -                     | -               | -            |                       |

### Singles
| Single met eventuele hitnotering(en) in de Nederlandse Top 40 | Datum van verschijnen | Datum van binnenkomst | Hoogste positie | Aantal weken | Opmerkingen                                         |
| ------------------------------------------------------------- | --------------------- | --------------------- | --------------- | ------------ | --------------------------------------------------- |
| Tell Me a Story (About the Night Before)                      | 15-10-2002            | -                     | -               | -            |                                                     |
| So Yesterday                                                  | 20-10-2003            | 08-11-2003            | 5               | 14           |                                                     |
| Come Clean                                                    | 19-01-2004            | 14-02-2004            | 8               | 9            |                                                     |
| Why Not                                                       | 05-04-2004            | 08-05-2004            | 20              | 5            | uit The Lizzie McGuire Movie                        |
| Little Voice                                                  | 04-06-2004            | 17-07-2004            | tip07           | 6            | #80 in de Single Top 100 / uitgebracht in Australië |
| Our Lips Are Sealed                                           | 23-08-2004            | -                     | -               | -            | met Haylie Duff / uit A Cinderella Story            |
| Fly                                                           | 10-08-2004            | 16-10-2004            | 36              | 3            |                                                     |
| The Getaway                                                   | 11-2004               | -                     | -               | -            | als radio-single in Noord-Amerika                   |
| I Am                                                          | 12-2004               | -                     | -               | -            | Amerika Radio Disney-single                         |
| Weird                                                         | 12-2004               | -                     | -               | -            | radio-single in Spanje                              |
| Someone's Watching over Me                                    | 21-02-2005            | -                     | -               | -            | uitgebracht in Australië                            |
| Wake Up                                                       | 21-10-2005            | 19-11-2005            | 38              | 3            |                                                     |
| Supergirl                                                     | 28-02-2006            | -                     | -               | -            | alleen in Amerika (download)                        |
| Beat of My Heart                                              | 11-12-2005            | -                     | -               | -            |                                                     |
| Play with Fire                                                | 21-08-2006            | -                     | -               | -            |                                                     |
| With Love                                                     | 13-03-2007            | -                     | -               | -            |                                                     |
| Stranger                                                      | 25-06-2007            | -                     | -               | -            |                                                     |
| Reach out                                                     | 18-01-2009            | -                     | -               | -            |                                                     |
| Chasing the Sun                                               | 29-07-2014            | -                     | -               | -            |                                                     |
| All About You                                                 | 12-08-2014            | -                     | -               | -            |                                                     |
| Sparks                                                        | 07-04-2015            | -                     | -               | -            |                                                     |